# Побегайловский сельсовет
Побега́йловский сельсове́т — упразднённое муниципальное образование в составе Минераловодского района Ставропольского края Российской Федерации.
Административный центр — Побегайловка.

## География
Территория Побегайловского сельсовета располагалась в южной части Минераловодского района. Площадь — 6025 га.

## История
Законом Ставропольского края от 28 мая 2015 года № 51-кз, все муниципальные образования, входящие в состав Минераловодского муниципального района Ставропольского края (Минераловодского территориального муниципального образования Ставропольского края), — городские поселения Минеральные Воды, посёлок Анджиевский, сельские поселения Гражданский сельсовет, село Греческое, Левокумский сельсовет, Ленинский сельсовет, Марьино-Колодцевский сельсовет, село Нагутское, Нижнеалександровский сельсовет, Первомайский сельсовет, Перевальненский сельсовет, Побегайловский сельсовет, Прикумский сельсовет, Розовский сельсовет и Ульяновский сельсовет — были преобразованы, путём их объединения, в Минераловодский городской округ.

## Население
| 1989 | 2002  | 2010  | 2011  | 2012  | 2013  | 2014  | 2015  |
| ---- | ----- | ----- | ----- | ----- | ----- | ----- | ----- |
| 5523 | ↗6214 | ↘5935 | ↘5925 | ↗5931 | ↗5955 | ↘5927 | →5927 |

## Национальный состав
- русские — 47 %,
- ногайцы — 39 %,
- другие — 14 %[4].

## Состав сельского поселения
До упразднения Побегайловского сельсовета в состав его территории входили 5 населённых пунктов:
| № | Населённый пункт     | Тип населённого пункта       | Население |
| - | -------------------- | ---------------------------- | --------- |
| 1 | Братство и Равенство | хутор                        | →0        |
| 2 | Канглы               | село                         | ↗3470     |
| 3 | Кумагорск            | посёлок                      | ↘100      |
| 4 | Новая Жизнь          | хутор                        | ↘87       |
| 5 | Побегайловка         | село, административный центр | ↘2273     |

## Органы власти
Представительный орган — Дума Побегайловского сельсовета — состоял из 10 депутатов, избираемых на муниципальных выборах по многомандатным избирательным округам.

## Экономика
- «Кавказ» — занимается выращиванием сельскохозяйственных культур[4].
- УАВР ООО «Кавказтрансгаз» — занимается выполнением ремонтно-восстановительных работ[4].
- Маслозавод ООО «Торговый дом Гелион» — производит подсолнечное масло[4].